# Конго (алмазний порох)
Конго (рос. конго, англ. congo, нім. Kongo) — ґатунок технічних алмазів — алмазний порох (порошок) і найбільш низькосортні алмази, які застосовуються лише в абразивній промисловості.
Серед 4-х сортів технічних алмазів: карбонадо; борт; балас; конго  займає найнижчу сходинку. У нього дрібнозерниста структура, безліч тріщин, що унеможливлює використання його у цільних об'єктах (наприклад, деталях пристроїв). Тому "конго" використовують для виготовлення алмазного порошку..
Алмазні порошки використовуються в дискових алмазних пилах, спеціальних напилках, при створенні унікальних свердл, які забезпечують одержання глибоких тонких отворів у твердих і крихких матеріалах. Такі свердла називаються алмазні "жала", з їхньою допомогою у склі можна висвердлити отвір діаметром до 2 мм. Алмазні порошки застосовують також для огранювання й шліфування самоцвітів.